# G! Festival

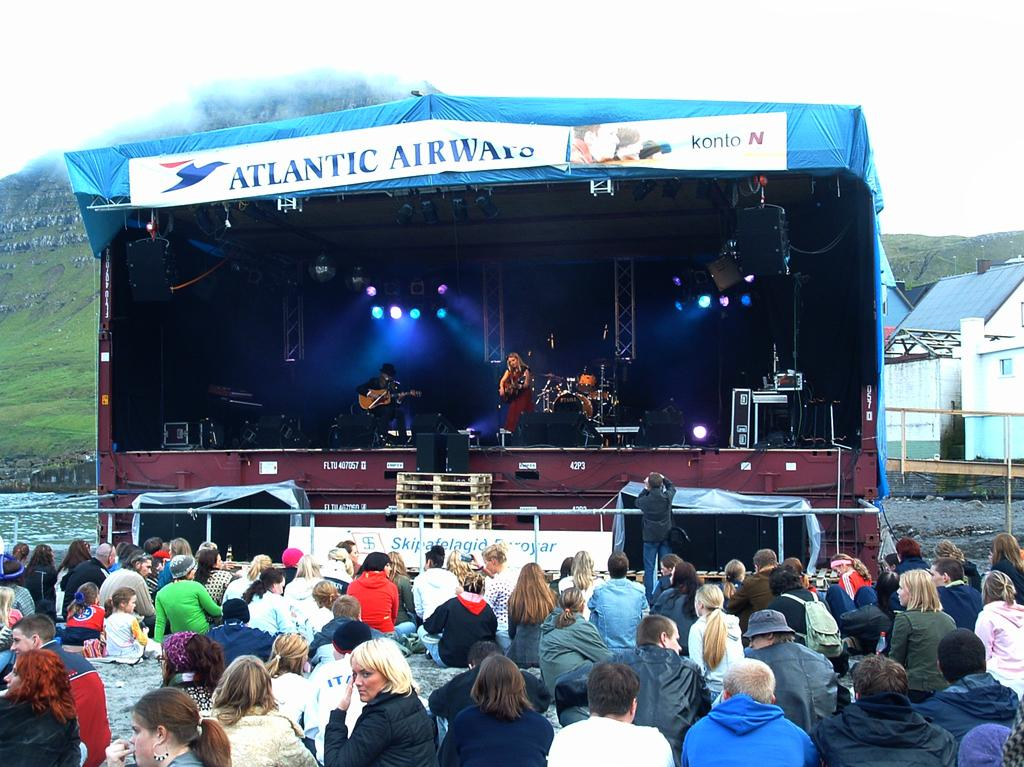
Eivør Pálsdóttir under år 2004:s G! Festival.

G! Festival (i folkmun kallad G!) är en musikfestival som arrangeras varje år sedan 2002 i Syðrugøta i Eysturkommuna på Färöarna. Festivalen har såväl färöiska som internationella band och artister.
Runt 1 000 personer kom på den första festivalen som arrangerades år 2002. År 2003 besöktes festivalen av cirka 2 500 besökare och året därefter, 2004 hela 4 000 personer - nästan 10% av den färöiska befolkningen. 2005:s festivalår blev alla 6 000 biljetter sålda. Något av det mest spektakulära var också att cirka 2 000 till 4 000 personer tittade på festivalen i sina båtar ute till havs, eller satt på kullarna runt om byn. Detta år räknade festivalledningen med att cirka 20% av befolkningen var närvarande under festivalen.
Festivalen hölls under 2006 mellan 20 juli till 22 juli.

## Internationell musik
Europe (SE), Alphaville (DE), Bomfunk MC's (FI), Nephew (DK), Lisa Ekdahl (SE), Kashmir (DK), Russ Taff (US), Glenn Kaiser (US), Darude (FI), Blue Foundation (DK), Afenginn (DK), Beats and Styles (FI), Exploding Plastix (NO), Gåte (NO), Hjálmar (IS), Vagínas (IS), Úlpa (IS), Ensimi (IS), Temple of Sound (UK), DJ Hyper (UK), DJ Slow (FI), Færd (DK/SE) är några av de internationella artisterna/banden som medverkat under festivalens historia.

## Färöisk musik
Teitur Lassen, Eivør Pálsdóttir, Tveyhundrað, Týr, Clickhaze, Høgni Lisberg, Braquet, Gestir, GoGo Blues, Villmenn, Kári Sverrisson, Makrel, Lama Sea, Páll Finnur Páll, Martin Joensen, Sic, Spælimenninir, Stanley Samuelsen, Vágaverk är några av de mest kända banden och artisterna som medverkat under festivalen.